# Aleksandar Dragović
Aleksandar Dragović (sinh ngày 6 tháng 3 năm 1991 tại Viên) là cầu thủ bóng đá người Áo thi đấu ở vị trí trung vệ cho câu lạc bộ Red Star Belgrade.

## Sự nghiệp câu lạc bộ

### FK Austria Wien
Dragović trưởng thành từ học viện đào tạo trẻ của câu lạc bộ FK Austria Wien. Ngày 6 tháng 5 năm 2008, anh có trận đấu chuyên nghiệp đầu tiên khi được vào sân trong trận đấu với FC Gratkorn ở Giải hạng nhất nước Áo (Erste Liga).
Mùa hè năm 2008, anh ký hợp đồng chuyên nghiệp đầu tiên và được đưa lên đội hình chính của Austria Wien. Anh có trận đấu đầu tiên tại Giải bóng đá vô địch quốc gia Áo (Österreichische Fußball-Bundesliga) vào ngày 13 tháng 5 năm 2008. Trong mùa giải đầu tiên, anh có tổng cộng 17 lần ra sân và có được danh hiệu đầu tiên trong sự nghiệp là Cúp bóng đá Áo sau chiến thắng FC Admira Wacker Mödling 3-1 trong trận chung kết.
Ở mùa giải 2009-10, Dragović bắt đầu có được vị trí chính thức, thi đấu 32 trận tại giải vô địch quốc gia và giúp Austria Wien cán đích ở vị trí thứ hai, với chỉ 1 điểm sau FC Red Bull Salzburg. Trong mùa giải sau cùng tại Áo, anh có thêm 18 lần ra sân nữa cho Austria Wien.

### Basel
Tháng 2 năm 2011, Dragović chuyển đến Thụy Sĩ thi đấu cho FC Basel với giá chuyển nhượng ước tính 775.000 euro. Anh có trận đấu ra mắt vào ngày 12 tháng 2 năm 2011 trong chiến thắng 3-0 trước FC St. Gallen. Dragović kết thúc mùa giải 2010/2011 với chức vô địch tại Giải bóng đá quốc gia Thụy Sĩ (Swiss Super League).
Ngày 1 tháng 10 năm 2011, anh có bàn thắng đầu tiên cho Basel tại Swiss Super League trong trận thắng Servette FC 3-0. Basel giành được cú đúp danh hiệu mùa giải 2011-12 với Swiss Super League và Cúp bóng đá Thụy Sĩ, còn cá nhân Dragović được bình chọn là Hậu vệ Xuất sắc nhất Swiss Super League năm 2012. Trong năm 2012, anh cũng được chọn vào Đội hình xuất sắc nhất vòng đấu bảng của UEFA Europa League.
Ngày 11 tháng 4 năm 2013, trong trận tứ kết lượt về UEFA Europa League với Tottenham Hotspur, Dragović mắc lỗi dẫn đến bàn mở tỉ số của đội bóng Anh nhưng chính anh cũng là người ghi bàn nâng tỉ số lên 2-1 sau đó. Anh chính thức có được danh hiệu vô địch Swiss Super League lần thứ ba liên tiếp cùng Basel sau khi mùa giải 2012-13 khép lại. Trong mùa giải này, Basel cũng lọt vào đến bán kết UEFA Europa League và á quân Cúp bóng đá Thụy Sĩ. Trong mùa giải cuối cùng với Basel, anh có tổng cộng 51 lần được ra sân, bao gồm 32 trận tại Swiss Super League và 19 trận trên đấu trường châu Âu.

### Dynamo Kyiv
Ngày 26 tháng 7 năm 2013, Dragović ký hợp đồng có thời hạn năm năm với Dynamo Kyiv, phí chuyển nhượng là 9 triệu euro, giúp anh trở thành cầu thủ Áo có giá trị chuyển nhượng cao nhất trong lịch sử. Anh có trận ra mắt đội bóng mới vào ngày 11 tháng 8 trong trận gặp FC Chornomorets Odesa. Mùa giải đầu tiên anh thi đấu 26 trận cho đội bóng Ukraine và giành được Cúp bóng đá Ukraine. Đến mùa giải thứ hai thì anh cùng Dynamo Kyiv giành cú đúp danh hiệu quốc nội.
Ngày 4 tháng 11 năm 2015, Dragović ghi bàn thắng đầu tiên của mình tại UEFA Champions League trong trận đấu với Chelsea ở phút 78, khi mà trước đó anh là người đá phản lưới nhà ở phút 34. Chung cuộc Dynamo thua 1-2.

### Bayer Leverkusen
Tháng 8 năm 2016, Dragović chính thức ký hợp đồng 5 năm với đội bóng Đức Bayer Leverkusen.

## Sự nghiệp đội tuyển quốc gia
Dragović từng là thành viên của các đội U-16, U-17 và U-19 Áo. Anh từng có ý định muốn thi đấu cho Đội tuyển bóng đá quốc gia Serbia vì thần tượng trung vệ Nemanja Vidić từ nhỏ nhưng đã quyết định chọn khoác áo Đội tuyển Áo khi mà Liên đoàn bóng đá Serbia không có động thái liên lạc với anh.
Tháng 4 năm 2009, anh được triệu tập lần đầu tiên vào đội tuyển Áo cho trận đấu với Romania trong khuôn khổ Vòng loại World Cup 2010 nhưng đã bị chấn thương trong buổi tập trước trận. Đến ngày 6 tháng 6 năm 2009 anh mới có trận ra mắt đội tuyển trong trận đấu với Serbia. Ngày 18 tháng 11 năm 2014, anh có bàn thắng đầu tiên cho đội tuyển quốc gia, từ chấm phạt đền trong trận giao hữu thua Brasil 2-1.
Dragović là một trong 23 cầu thủ Áo được triệu tập tham dự Euro 2016 tại Pháp. Trong trận mở màn của đội tuyển Áo tại giải đấu với Hungary, trong hoàn cảnh Áo đang bị dẫn trước 1-0, Dragović đã bị truất quyền thi đấu sau thẻ vàng thứ hai ở phút 66 và Áo đã để thua thêm một bàn nữa trong thời gian còn lại của trận đấu. Đến trận đấu cuối cùng của vòng bảng với Iceland, anh đá hỏng phạt đền khi tỉ số đang là 1-0 thuộc về Iceland. Chung cuộc Áo thua Iceland 2-1 và đội tuyển Áo đã rời giải với chỉ vỏn vẹn 1 điểm, đứng cuối bảng F.

## Thống kê sự nghiệp
Tính đến 26 tháng 5 năm 2021
| Câu lạc bộ            | Mùa giải            | Giải đấu                 | Giải đấu | Giải đấu | Cúp quốc gia | Cúp quốc gia | Cúp liên đoàn | Cúp liên đoàn | Khác | Khác | Tổng cộng | Tổng cộng |
| Câu lạc bộ            | Mùa giải            | Hạng                     | Trận     | Bàn      | Trận         | Bàn          | Trận          | Bàn           | Trận | Bàn  | Trận      | Bàn       |
| --------------------- | ------------------- | ------------------------ | -------- | -------- | ------------ | ------------ | ------------- | ------------- | ---- | ---- | --------- | --------- |
| Austria Wien II       | 2008–09             | Austrian First League    | 8        | 2        | —            | —            | —             | —             | —    | —    | 8         | 2         |
| Austria Wien          | 2008–09             | Austrian Bundesliga      | 16       | 0        | 0            | 0            | —             | —             | 1    | 0    | 17        | 0         |
| Austria Wien          | 2009–10             | Austrian Bundesliga      | 32       | 0        | 1            | 0            | —             | —             | 9    | 0    | 42        | 0         |
| Austria Wien          | 2010–11             | Austrian Bundesliga      | 18       | 1        | 2            | 0            | —             | —             | 6    | 0    | 26        | 1         |
| Austria Wien          | Tổng cộng           | Tổng cộng                | 66       | 1        | 3            | 0            | —             | —             | 16   | 0    | 85        | 1         |
| FC Basel              | 2010–11             | Swiss Super League       | 16       | 0        | 1            | 0            | —             | —             | 0    | 0    | 17        | 0         |
| FC Basel              | 2011–12             | Swiss Super League       | 28       | 1        | 3            | 0            | —             | —             | 8    | 0    | 39        | 1         |
| FC Basel              | 2012–13             | Swiss Super League       | 32       | 3        | 3            | 0            | —             | —             | 6    | 0    | 41        | 3         |
| FC Basel              | 2013–14             | Swiss Super League       | 1        | 0        | 0            | 0            | —             | —             | 0    | 0    | 1         | 0         |
| FC Basel              | Tổng cộng           | Tổng cộng                | 77       | 4        | 7            | 0            | —             | —             | 14   | 0    | 98        | 4         |
| Dynamo Kyiv           | 2013–14             | Ukrainian Premier League | 21       | 0        | 5            | 0            | —             | —             | 9    | 0    | 35        | 0         |
| Dynamo Kyiv           | 2014–15             | Ukrainian Premier League | 24       | 0        | 6            | 1            | —             | —             | 11   | 0    | 41        | 1         |
| Dynamo Kyiv           | 2015–16             | Ukrainian Premier League | 17       | 0        | 4            | 0            | —             | —             | 9    | 1    | 30        | 1         |
| Dynamo Kyiv           | 2016–17             | Ukrainian Premier League | 4        | 0        | 0            | 0            | —             | —             | 1    | 0    | 5         | 0         |
| Dynamo Kyiv           | Tổng cộng           | Tổng cộng                | 66       | 0        | 15           | 1            | —             | —             | 30   | 1    | 111       | 2         |
| Bayer Leverkusen      | 2016–17             | Bundesliga               | 19       | 0        | 1            | 0            | —             | —             | 3    | 0    | 23        | 0         |
| Bayer Leverkusen      | 2017–18             | Bundesliga               | 1        | 0        | 0            | 0            | —             | —             | 0    | 0    | 1         | 0         |
| Bayer Leverkusen      | 2018–19             | Bundesliga               | 18       | 2        | 2            | 0            | —             | —             | 8    | 0    | 28        | 2         |
| Bayer Leverkusen      | 2019–20             | Bundesliga               | 15       | 0        | 4            | 0            | —             | —             | 6    | 0    | 25        | 0         |
| Bayer Leverkusen      | 2020–21             | Bundesliga               | 18       | 1        | 3            | 0            | —             | —             | 8    | 1    | 29        | 2         |
| Bayer Leverkusen      | Tổng cộng           | Tổng cộng                | 71       | 3        | 10           | 0            | —             | —             | 25   | 1    | 106       | 4         |
| Leicester City (mượn) | 2017–18             | Premier League           | 11       | 0        | 2            | 0            | 3             | 0             | —    | —    | 16        | 0         |
| Tổng cộng sự nghiệp   | Tổng cộng sự nghiệp | Tổng cộng sự nghiệp      | 299      | 10       | 37           | 1            | 3             | 0             | 95   | 2    | 438       | 13        |

### Bàn thắng quốc tế
Tính đến ngày 28 tháng 3 năm 2021.
| # | Ngày                 | Địa điểm                            | Đối thủ        | Bàn thắng | Kết quả | Giải đấu                 |
| - | -------------------- | ----------------------------------- | -------------- | --------- | ------- | ------------------------ |
| 1 | 18 tháng 11 năm 2014 | Sân vận động Ernst Happel, Viên, Áo | Brasil         | 1–1       | 1–2     | Giao hữu                 |
| 2 | 28 tháng 3 năm 2021  | Sân vận động Ernst Happel, Viên, Áo | Quần đảo Faroe | 1–1       | 3–1     | Vòng loại World Cup 2022 |

## Danh hiệu

### Câu lạc bộ
Austria Wien
- Cúp bóng đá Áo: 2008-09

Basel
- Swiss Super League (3): 2010–11, 2011–12, 2012–13
- Cúp bóng đá Thụy Sĩ: 2012

Dynamo Kyiv
- Giải bóng đá vô địch quốc gia Ukraina (2): 2014–15, 2015-16
- Cúp bóng đá Ukraina (2): 2013-14, 2014-15

### Cá nhân
- Hậu vệ Xuất sắc nhất Swiss Super League 2012

## Cuộc sống cá nhân
Dragović sinh ra tại Viên trong một gia đình người Serbia đến từ Belgrade và là cổ động viên của đội bóng Sao Đỏ Beograd.
Dragović đã phải nhận nhiều lời chỉ trích nặng nề sau hành động vỗ vào đầu chính trị gia người Thụy Sĩ Ueli Maurer nhiều lần trong lễ ăn mừng danh hiệu vô địch cùng Basel vào tháng 5 năm 2012. Ban đầu anh từ chối xin lỗi vì cho rằng đó chỉ là hành động vui vẻ nhưng sau cùng đã phải đến xin lỗi trực tiếp ông Ueli Maurer.